# 奥本大三郎
奥本 大三郎（おくもと だいさぶろう、1944年3月6日 - ）は、日本のフランス文学者、エッセイスト。埼玉大学名誉教授。NPO日本アンリ・ファーブル会理事長、虫の詩人の館（ファーブル昆虫館）館長。

## 来歴
大阪府大阪市生まれ。貝塚市出身。大阪府立岸和田高等学校から東京大学文学部仏文学科卒、同大学院修了。1988年横浜国立大学助教授を経て、1990年埼玉大学教養学部教授。2009年同大学名誉教授、2010年より大阪芸術大学文芸学科教授。2014年退職。
1991年より2010年まで日本昆虫協会会長。2002年より日本アンリ・ファーブル会理事長、ファーブル昆虫館「虫の詩人の館」館長。

## 人物
- フランス文学研究・教育に携わる。専門はボードレール、ランボー等、19世紀フランス詩、一方で幼少期より昆虫を好み、昆虫に関するエッセイなどの著書・翻訳が多い。『ジュニア版ファーブル昆虫記』（集英社・全8巻）翻訳に続き、『完訳版ファーブル昆虫記』（集英社・全10巻・20冊）を十数年かけ刊行した。
- 養老孟司、池田清彦とは昆虫採集の趣味を通じて親交があり、鼎談や共著書がある。
- サントリー学芸賞、同世界愛鳥基金選考委員。

## 受賞等
- 『虫の宇宙誌 』で読売文学賞 1982年
- 『ジュニア版ファーブル昆虫記』で産経児童出版文化賞 1992年
- 『楽しき熱帯』でサントリー学芸賞 1995年
- 『斑猫の宿』でJTBの旅文学大賞 2001年
- ファーブル『昆虫記』（全10巻・20冊）の完訳で菊池寛賞 2017年
- 第53回JXTG児童文化賞 2018年[1]
- 春の叙勲で瑞宝中綬章 2025年[2][3]

## 著書

### 単著
- 『虫の宇宙誌』（青土社） 1981、のち集英社文庫
- 『メランジュ 中級へ向けて』（朝日出版社） 1981
- 『本を枕に』（集英社） 1985、のち文庫
- 『虫の春秋』（読売新聞社） 1986、のちちくま文庫、集英社文庫
- 『虫のゐどころ』（新潮社） 1992、のち文庫
- 『考える蜚蠊（ごきぶり）』（福武書店） 1993、のち中公文庫
- 『虫屋の落とし文』（小学館ライブラリー） 1993
- 『干支セトラ、etc.』（岩波新書） 1993
- 『捕虫網の円光』（平凡社） 1993、のち中公文庫
- 『壊れた壷』（集英社） 1993、のち文庫
- 『楽しき熱帯』（集英社） 1995、のち集英社文庫、講談社学術文庫
- 『書斎のナチュラリスト』（岩波新書） 1997
- 『読書百遍』（TBSブリタニカ） 1998
- 『博物学の巨人 アンリ・ファーブル』（集英社新書） 1999
- 『斑猫の宿』（JTB） 2001、のち中公文庫
- 『当世虫のゐどころ』（新潮社） 2001
- 『奥本大三郎自選紀行集』（JTB） 2001
- 『東京美術骨董繁盛記』（中公新書） 2005
- 『パリの詐欺師たち』（集英社） 2008 - 小説
- 『散歩の昆虫記』（幻戯書房） 2010
- 『奥山准教授のトマト大学太平記』（幻戯書房） 2011 - 小説
- 『マルセイユの海鞘（ほや）』（中央公論新社） 2013 - エッセイ集
- 『虫から始まる文明論』（集英社インターナショナル、知のトレッキング叢書） 2015 - エッセイ集
- 『奥本昆虫記 = INSECTORUM THEATRUM』（教育評論社） 2015
- 『蟲の饗宴　僕はこうして虫屋になった』（世界文化社） 2017
- 『織田作之助と蛍　奥本大三郎随想集』（教育評論社） 2019
- 『虫の文学誌』（小学館） 2019
- 『蝶の唆え 現代のファーブルが語る自伝エッセイ』（小学館） 2020
- 『ランボーはなぜ詩を棄てたのか』（集英社、インターナショナル新書） 2021
- 『箱の中の羊』（教育評論社） 2022

### 年少者向け
- 『世界にたったひとつ君の命のこと 未来に生きる君たちへ』（世界文化社） 2007
- 『ぼくらの昆虫記』（監修・執筆、デコ） 2010
- 『ファーブル先生の昆虫教室 本能のかしこさとおろかさ』（やましたこうへい絵、ポプラ社） 2016 - 刊行中
- 『蝶の唆え 現代のファーブルが語る自伝エッセイ』（小学館） 2020
- 『まんが星の王子さま』（やましたこうへい絵、小学館） 2020

### 共著・編著
- 『百蟲譜』（編著、弥生書房） 1984、のち平凡社ライブラリー
- 『虫魚の交わり』（荒俣宏共著、平凡社） 1986
- 『虫のいい虫の話』（光瀬龍共著、リヨン社） 1986
- 『新版 フランス文学史』（共編、白水社） 1992
- 『三人寄れば虫の知恵』（養老孟司, 池田清彦共著、洋泉社） 1997、のち新潮文庫
- 『男と女、二つの"性"がある理由』（長谷川眞理子共著、産経新聞出版） 2006
- 『虫捕る子だけが生き残る』（養老孟司, 池田清彦共著、小学館101新書） 2008
- 『本と虫は家の邪魔 奥本大三郎対談集』（青土社） 2018

### 監修
- 『ぼくらの昆虫採集』（養老孟司, 池田清彦共同監修、デコ） 2011
- 『ジャン・アンリ・ファーブル「昆虫記」を書いた虫の詩人』（高瀬直子漫画、集英社学習漫画世界の伝記） 1993

## 翻訳
- 『ジュニア版 ファーブル昆虫記』全8巻（集英社） 1991、集英社文庫 全6巻 1996、簡約版（台湾版、中国版、韓国版あり）
- 『完訳版 ファーブル昆虫記』全10巻・20分冊（集英社） 2005 - 2017
- 『星の王子さま』（サン=テグジュペリ、白泉社） 2007
- 『虫の肖像』（C・ヴィルマン他、東洋書林） 2008
- 『ヴィクトリア朝の昆虫学』（J・F・M・クラーク、東洋書林） 2010
- 『博物誌 世界を写すイメージの歴史』（S・ピーター・ダンス、東洋書林） 2014
- 『世界一うつくしい生物図鑑 かたちと色、その不思議』（クリストファー・マーレー、監修、世界文化社） 2016
- 『ファーブル驚異の博物学図鑑』（イヴ・カンブフォール、瀧下哉代共訳、エクスナレッジ） 2016
- 『ファーブル伝』新訳版（ジョルジュ=ヴィクトール・ルグロ、集英社） 2021
- 『スリナム産昆虫変態図譜 1726年版』（マリア・ジビーラ・メーリアン、岡田朝雄共訳、白石雄治製作総指揮、佐藤亜希子英訳、鳥影社） 2022年 ISBN 978-4-86265-915-6

## 論文
- 「暗殺者ランボオ」（季刊『現代文学』7号）
- 「イリュミナシオン試論（一）」（季刊『現代文学』8号）
- 「イリュミナシオン試論（二）」（季刊『現代文学』9号）
- 「瞳、髪、飲むこと - ポオ、ボードレール、ランボオ」（青土社、『ユリイカ』4月号）
- 「ボードレールの世界」（青土社）
- 「Lettre du Voyant 研究序説」（横浜国立大学人文紀要）
- 「Le ≪Voyage≫ chez Baudelaire et Rimband」（日本フランス語フランス文学会）
- 「ランボオの天国と地獄」（冬樹社、『カイエ』9月号）
- 「ランボオの人口の楽園」（冬樹社、『カイエ』5月号）

## 出演メディア

### テレビ・ラジオ等
- 週刊ブックレビュー
- 不思議の島マダガスカル
- 虫の文学誌 （NHK人間大学 1993年4月～6月 全12回）
- ラジオ深夜便
- ファーブル紀行 - 大切な使命を果たすために（90分×3回、BSハイビジョン）
- 100分de名著 ファーブル昆虫記（NHK Eテレ 2014年7月 全4回）